# Home of the Underdogs
Home of the Underdogs (HotU) – serwis internetowy i archiwum gier abandonware, założone przez Sarinee Achavanuntakul w październiku 1998 roku. Z początku umiejscowiony był na darmowym serwerze, a z czasem przeniesiony na płatny serwer dedykowany z uwagi na bardzo wysoki transfer w lutym 2000 roku. Pierwotny adres strony brzmiał theunderdogs.org, w roku 2002 zmienił się na the-underdogs.org, a w 2006 na the-underdogs.info. Przyczyną w obu przypadkach było to, że nazwa domeny nie została zarezerwowana w odpowiednim czasie i przejmował ją ktoś inny. Serwis nie był aktualizowany od 14 stycznia 2006 roku. W lutym 2009 roku, w związku z bankructwem firmy, która zajmowała się jego hostingiem, serwis upadł. W marcu, z inicjatywy założycielki, rozpoczęły się prace nad odtworzeniem serwisu.